# ジェレミー・クレマン
ジェレミー・クレマン（Jérémy Clément, 1984年8月26日 - ）は、フランス・エロー県ベジエ出身の元サッカー選手。現役時代のポジションはミッドフィールダー。

## 経歴
オリンピック・リヨンでプロキャリアをスタートさせると、レンジャーズFCでの指揮を執る事になったポール・ル・グエンに引き抜かれ移籍。冬には再びル・グエンの元でプレーするためにパリ・サンジェルマンFCに移籍した。
2011年にブレーズ・マテュイディと入れ替わる形でASサンテティエンヌに移籍。
2017年8月15日、リーグ・ドゥへ降格したASナンシーに2年契約で加入することが発表された。
U-21フランス代表でプレーした経験がある。

## タイトル
リヨン
- リーグ・アン : 2003-04, 2004-05, 2005-06
- トロフェ・デ・シャンピオン : 2005

PSG
- クープ・ドゥ・ラ・リーグ : 2007-08
- クープ・ドゥ・フランス : 2009-10

サンテティエンヌ
- クープ・ドゥ・ラ・リーグ : 2012-13

1. ↑  “Jérémy Clément (Saint-Etienne) signe un contrat de deux ans avec Nancy”.  L'Équipe (2017年8月15日). 2017年9月2日閲覧。